# 4 novembre en sport
18 octobre 18 décembre
Chronologies thématiques
- Croisades
- Ferroviaires
- Disney

Le 4 novembre (308e jour de l'année ou 309e en cas d'année bissextile) en sport.

## Événements

### XXesièclede1951à2000
- 1973 :
  - (Rallye automobile) : arrivée du Rallye Press on Regardless.
- 1979 :
  - (Rallye automobile) : arrivée du Tour de Corse.
- 1990 :
  - (Formule 1) : Grand Prix automobile d'Australie.
- 1993 :
  - (Sport automobile) : le Finlandais Juha Kankkunen remporte le championnat du monde des rallyes.

### XXIesiècle
- 2006 :
  - (Patinage artistique) : aux Internationaux de Patinage artistique du Canada, dans la catégorie femmes Joannie Rochette (CAN) remporte le Grand prix devant Fumie Suguri (JPN) et Kim Yuna (KOR) et chez les hommes Stéphane Lambiel (SUI) est vainqueur devant Daisuke Takahashi (JPN) et Johnny Weir (USA)
  - (Rugby à XV) : dans le cadre des tournées d'automne, le match Galles - Australie se termine sur un résultat nul : 29-29.
- 2018 :
  - (Voile /Transatlantique) : départ de Saint-Malo pour rallier Pointe-à-Pitre en Guadeloupe de la 11e édition de la Route du Rhum, course transatlantique en solitaire. La flotte est répartie en six catégories : Ultime, Multi50, IMOCA, Class40, Rhum Multi et Rhum Mono et est composée de 123 concurrents[1].
- 2020 :
  - (Cyclisme sur route /Tour d'Espagne) : sur la 14e étape du Tour d'Espagne qui se déroule de Lugo à Orense, sur une distance de 204,7 km, victoire du Belge Tim Wellens. Le Slovène Primož Roglič conserve le maillot rouge.

## Naissances

### XIXesiècle
- 1868 :
  - Camille Jenatzy, pilote de courses automobile et ingénieur belge. († 7 décembre 1913).
- 1875 :
  - August Gustafsson, tireur à la corde suédois. Champion olympique de tir à la corde aux Jeux de Stockholm 1912. († 31 octobre 1938).
- 1882 : 
  - Frank McGee, hockeyeur sur glace canadien. († 16 septembre 1916).
- 1884 : 
  - Claes Johanson, lutteur de gréco-romaine suédois. Champion olympique des -75 kg aux Jeux de Stockholm 1912 et champion olympique des -82,5 kg aux Jeux d’Anvers 1920. († 9 mars 1949).
- 1899 : 
  - Nicolas Frantz, cycliste sur route et cyclo-crossman luxembourgeois. Vainqueur des Tours de France 1927 et 1928. († 8 novembre 1985).
  - Paul Nicolas, footballeur puis dirigeant sportif français. (35 sélections en équipe de France). († 3 mars 1959).

### XXesièclede1901à1950
- 1923 : 
  - Howie Meeker, hockeyeur sur glace puis entraîneur et homme politique canadien. († 8 novembre 2020).
- 1938 : 
  - Jorge Manicera, footballeur uruguayen. (21 sélections en équipe nationale). († 18 septembre 2012).
- 1939 : 
  - Günter Bernard, footballeur allemand. (5 sélections en équipe nationale).
- 1942 :
  - Guy Sauvin, karatéka français. Champion du monde de karaté par équipes et médaillé de bronze en individuel 1972. Champion d'Europe de karaté par équipes et médaillé d'argent en individuel 1966 puis par équipes et en individuel 1968 et ensuite champion d'Europe de karaté du kumite des -75 kg individuel 1972.
- 1943 : 
  - Clark Graebner, joueur de tennis américain. Vainqueur de la Coupe Davis 1968.
  - Bob Wollek, pilote de courses automobile français. († 16 mars 2001).
- 1947 : 
  - Rod Marsh, joueur de cricket australien. (96 sélections en test cricket). († 4 mars 2022).

### XXesièclede1951à2000
- 1952 :
  - Hervé Regout, pilote de courses automobile belge.
- 1953 :
  - Jacques-Joseph Villeneuve, pilote de courses automobile et motoneige canadien.
- 1963 :
  - Hennadiy Avdyeyenko, athlète de sauts soviétique puis ukrainien. Champion olympique de la hauteur aux Jeux de Séoul 1988. Champion du monde d'athlétisme de la hauteur 1983.
  - Horacio Elizondo, arbitre de football argentin.
  - Michel Therrien, hockeyeur sur glace puis entraîneur canadien.
- 1967 :
  - Eric Karros, joueur de baseball américain.
- 1969 :
  - Jan Apell, joueur de tennis suédois. Vainqueur de la Coupe Davis 1994.
- 1970 :
  - Nathalie Amiel, joueuse de rugby à XV puis entraîneuse française. Victorieuse des Grand Chelem 2002 et 2014. (56 sélections en équipe de France). Sélectionneuse de l'équipe de France de 2009 à 2012.
- 1972 :
  - Luís Figo, footballeur portugais. Vainqueur de la Coupe d'Europe des vainqueurs de coupe 1997 puis de la Ligue des champions 2002. (127 sélections en équipe nationale).
- 1973 :
  - Franck Tchiloemba, basketteur français.
- 1974 :
  - Jérôme Leroy, footballeur français.
- 1975 :
  - Éric Fichaud, hockeyeur sur glace canadien.
  - Lorenzen Wright, basketteur américain. († 28 juillet 2010).
- 1976 :
  - Dmitri Iarochenko, biathlète russe. Champion du monde de biathlon du relais 4×7,5km 2007 et 2008.
  - Alexander Popp, joueur de tennis allemand.
- 1978 :
  - Andy Flickinger, cycliste sur route et sur piste français.
- 1980 :
  - Jerry Collins, joueur de rugby à XV néo-zélandais. Vainqueur des Tri-nations 2003, 2005, 2006 et 2007. (48 sélections en équipe nationale). († 5 juin 2015).
  - Carsten Lichtlein, handballeur allemand. Champion du monde de handball masculin 2007. Champion d'Europe de handball masculin 2004 et 2016. Vainqueur des Coupe EHF 2006 et 2010. (195 sélections en équipe nationale).
- 1982 :
  - Devin Hester, joueur de foot U.S. américain.
  - Yohann Pelé, footballeur français.
- 1984 :
  - Yussuf Ayila, footballeur nigérian. (32 sélections en équipe nationale).
  - Dustin Brown, hockeyeur sur glace américain. Médaillé d'argent aux Jeux de Vancouver 2010.
- 1986 :
  - Mario Altmann, hockeyeur sur glace autrichien.
  - Johanna Cortinovis, basketteuse française.
  - Florian Skilang Temengil, lutteur et athlète de lancers palaosien.
- 1988 :
  - Waleed Al Hayam, footballeur bahreïnien. (32 sélections en équipe nationale).
  - Luiza Gega, athlète de demi-fond et de steeple albanaise.
  - Chris Martin, footballeur écossais. (9 sélections en équipe nationale).
  - Kevin McDonald, footballeur écossais.
  - Aleksandra Patskevich, nageuse de synchronisée russe. Championne olympique par équipes aux Jeux de Londres 2012 puis aux Jeux de Rio 2016. Championne du monde de natation synchronisée par équipes technique et par équipes libre 2009, championne du monde de natation synchronisée par équipes technique, par équipes libre et par équipes combinées 2011, 2013, 2015 puis championne du monde de natation des duos libre et technique 2017. Championne d'Europe de natation synchronisée par équipes et du combiné 2010 puis  par équipes 2016.
  - Prince Oniangué, footballeur franco-congolais. (39 sélections avec l'équipe du Congo).
- 1989 :
  - Charles Abouo, basketteur ivoirien. (21 sélections en équipe nationale).
- 1992 :
  - Jasha Sütterlin, cycliste sur route et cyclocrossman allemand.
  - Carlos Verona, cycliste sur route espagnol.
- 1993 :
  - Michael Gogl, cycliste sur route autrichien.
- 1994 :
  - Trevon Bluiett, basketteur américain.
  - François Goyet, hockeyeur sur gazon français.
  - Sebastián Molano, cycliste sur route colombien.
- 1995 :
  - Pauline Bourdon, joueuse de rugby à XV française. Victorieuse du Tournoi des Six Nations féminin 2016 et du Grand Chelem 2018. (39 sélections en équipe de France).
  - James Knox, cycliste sur route britannique.
- 1997 :
  - Jessica Breach, joueuse de rugby à XV anglaise.  (23 sélections en équipe nationale).
- 1998 :
  - Achraf Hakimi, footballeur marocain-espagnol. (53 sélections avec l'équipe du Maroc).
  - Juliette Labous, cycliste sur route française.
  - Emelyne Laurent, footballeuse française. Victorieuse des Ligues des champions 2018 et 2022. (7 sélections en équipe de France).
  - Salma Bouguerch, footballeuse internationale marocaine.
- 2000 :
  - Jalen Wilson, basketteur américain.

### XXIesiècle
- 2002 :
  - Kacper Tobiasz, footballeur polonais.
- 2004 :
  - Magnus Riisnæs, footballeur norvégien.
- 2006 :
  - Darja Varfolomeev, gymnaste rythmique allemande. Championne olympique du concours général individuel lors des Jeux de Paris en 2024. Championne du monde des massues en 2022, championne du monde du concours général individuel, des massues, du cerceau, du ballon et du ruban en 2023. Championne d'Europe du ruban en 2023 et 2024.

## Décès

### XXesièclede1901à1950
- 1904 :
  - Alexandre Panchine, 41 ans, patineur de vitesse et artistique russe. (° 15 septembre 1863).
- 1916 :
  - René Fenouillère, 34 ans, footballeur français. (1 sélection en équipe de France). (° 22 octobre 1882).
- 1950 : 
  - Grover Cleveland Alexander, 63 ans, joueur de baseball américain. (° 26 février 1887).

### XXesièclede1951à2000
- 1951 : 
  - Ernesto Ambrosini, 57 ans, athlète de demi-fond et de steeple italien. Médaillé de bronze du 3 000m steeple aux Jeux d'Anvers 1920. (° 29 septembre 1894).
- 1953 :
  - André Auffray, 69 ans, cycliste sur piste français. Champion olympique du tandem et médaillé de bronze du 5kilomètre aux jeux de Londres 1908. Médaillé d'argent de la vitesse amateur aux Mondiaux 1907. (° 13 mai 1884).
- 1955 : 
  - Cy Young, 88 ans, joueur de baseball américain. (° 29 mars 1867).
- 1968 :
  - Horace Gould, 47 ans, pilote de F1 britannique. (° 20 septembre 1921).
- 1976 : 
  - Toni Ulmen, 70 ans, pilote de courses automobile allemand. (° 25 janvier 1906).
- 1980 :
  - Johnny Owen, 24 ans, boxeur gallois. (° 7 janvier 1956).
- 1987 : 
  - Óscar Bonfiglio, 82 ans, footballeur puis entraîneur mexicain. (4 sélections en équipe nationale). (° 5 octobre 1905).

### XXIesiècle
- 2002 : 
  - Juan Araujo, 81 ans, footballeur espagnol. (° 24 novembre 1920).
- 2006 : 
  - Sergi López Segú, 39 ans, footballeur espagnol. Vainqueur des Coupe d'Europe des vainqueurs de coupe de football 1989 et 1995. (° 6 octobre 1967).
- 2008 :
  - Lennart Bergelin, joueur de tennis puis entraîneur suédois. (° 10 juin 1925).
- 2009 :
  - Ivan Byakov, 65 ans, biathlète soviétique puis ukrainien. Champion olympique du relais 4×7,5km aux Jeux de Sapporo 1972 et aux Jeux de Innsbruck 1976. (° 21 septembre 1944).
- 2012 : 
  - Reg Pickett, 85 ans, footballeur anglais. (° 6 janvier 1927).
- 2019 : 
  - Jacques Dupont, 91 ans, cycliste sur piste et sur route français. Champion olympique du kilomètre et médaillé de bronze de la course en ligne par équipes aux Jeux de Londres 1948. Vainqueur des Paris-Tours 1951 et 1955. (° 19 juin 1928).